# BNXT League 2021-22
La BNXT League 2021-22 fue la temporada inaugural de la BNXT League, la principal liga de baloncesto profesional de Bélgica y Holanda. El campeón fue el equipo neerlandés del ZZ Leiden.

### Equipos 2021-2022 y localización
Los 22 equipos de la Dutch Basketball League y la Pro Basketball League recibieron licencias para jugar. Los Almere Sailors se retiraron en agosto debido a la falta de recursos económicos.
Nota: Equipos en orden alfabético.
| Club                | Sede             | Pabellón                      | Capacidad    | Fundado      | Títulos nacionales |
| Países Bajos        | Países Bajos     | Países Bajos                  | Países Bajos | Países Bajos | Países Bajos       |
| ------------------- | ---------------- | ----------------------------- | ------------ | ------------ | ------------------ |
| Apollo Amsterdam    | Ámsterdam        | Apollohal                     | 1500         | 2011         | –                  |
| Aris Leeuwarden     | Leeuwarden       | Kalverdijkje                  | 1700         | 2004         | –                  |
| BAL                 | Weert            | Sporthal Boshoven             | 1000         | 2013         | –                  |
| Den Helder Suns     | Den Helder       | Sporthal Sportlaan            | 1000         | 2016         | –                  |
| Donar               | Groningen        | MartiniPlaza                  | 4350         | 1951         | 7                  |
| Feyenoord           | Rotterdam        | Topsportcentrum Rotterdam     | 2500         | 1954         | –                  |
| Heroes Den Bosch    | 's-Hertogenbosch | Maaspoort                     | 2800         | 1952         | 16                 |
| Landstede Hammers   | Zwolle           | Landstede Sportcentrum        | 1200         | 1995         | 1                  |
| The Hague Royals    | La Haya          | Sportcampus Zuiderpark        | 3500         | 2020         | –                  |
| Yoast United        | Bemmel           | De Schaapskooi                | 650          | 2020         | –                  |
| ZZ Leiden           | Leiden           | Vijf Meihal                   | 2000         | 1958         | 4                  |
| Bélgica             |                  |                               |              |              |                    |
| Antwerp Giants      | Amberes          | Lotto Arena                   | 5218         | 1995         | 1                  |
| Kangoeroes Mechelen | Malinas          | Winketkaai                    | 1500         | 2009         | –                  |
| Leuven Bears        | Leuven           | Sportoase                     | 3400         | 1999         | –                  |
| Liège Basket        | Lieja            | Country Hall                  | 5000         | 1967         | –                  |
| Limburg United      | Hasselt          | Alverberg Sporthal            | 1730         | 2014         | –                  |
| Mons-Hainaut        | Mons             | Mons Arena                    | 4000         | 1959         | –                  |
| Okapi Aalst         | Aalst            | Okapi Forum                   | 2800         | 1949         | –                  |
| Oostende            | Ostende          | Sleuyter Arena                | 5000         | 1970         | 22                 |
| Phoenix Brussels    | Bruselas         | Piscine de Neder-Over-Hembeek | 1200         | 1957         | –                  |
| Spirou              | Charleroi        | Spiroudome                    | 6200         | 1989         | 10                 |

## Fase nacional

### Clasificaciones
Actualizado: 5 de marzo de 2022
| Pos. | Equipo            | PJ | G  | P  | PF   | PC   | DP   | Pts | Clasificación                  |
| ---- | ----------------- | -- | -- | -- | ---- | ---- | ---- | --- | ------------------------------ |
| 1    | Heroes Den Bosch  | 20 | 18 | 2  | 1764 | 1399 | +365 | 38  | Clasificados para Elite Gold   |
| 2    | ZZ Leiden         | 20 | 17 | 3  | 1749 | 1331 | +418 | 37  | Clasificados para Elite Gold   |
| 3    | Donar             | 20 | 14 | 6  | 1510 | 1271 | +239 | 34  | Clasificados para Elite Gold   |
| 4    | Landstede Hammers | 20 | 14 | 6  | 1612 | 1433 | +179 | 34  | Clasificados para Elite Gold   |
| 5    | Feyenoord         | 20 | 10 | 10 | 1549 | 1564 | −15  | 30  | Clasificados para Elite Gold   |
| 6    | Aris Leeuwarden   | 20 | 9  | 11 | 1586 | 1630 | −44  | 29  | Clasificados para Elite Silver |
| 7    | Yoast United      | 20 | 8  | 12 | 1622 | 1681 | −59  | 28  | Clasificados para Elite Silver |
| 8    | Apollo Amsterdam  | 20 | 7  | 13 | 1346 | 1574 | −228 | 27  | Clasificados para Elite Silver |
| 9    | Den Helder Suns   | 20 | 6  | 14 | 1501 | 1698 | −197 | 26  | Clasificados para Elite Silver |
| 10   | BAL               | 20 | 6  | 14 | 1356 | 1556 | −200 | 26  | Clasificados para Elite Silver |
| 11   | The Hague Royals  | 20 | 1  | 19 | 1275 | 1733 | −458 | 21  | Clasificados para Elite Silver |

| Pos. | Equipo              | PJ | G  | P  | PF   | PC   | DP   | Pts | Clasificación                  |
| ---- | ------------------- | -- | -- | -- | ---- | ---- | ---- | --- | ------------------------------ |
| 1    | Oostende            | 18 | 18 | 0  | 1625 | 1325 | +300 | 36  | Clasificados para Elite Gold   |
| 2    | Kangoeroes Mechelen | 18 | 13 | 5  | 1529 | 1432 | +97  | 31  | Clasificados para Elite Gold   |
| 3    | Mons-Hainaut        | 18 | 12 | 6  | 1406 | 1383 | +23  | 30  | Clasificados para Elite Gold   |
| 4    | Antwerp Giants      | 18 | 11 | 7  | 1527 | 1429 | +98  | 29  | Clasificados para Elite Gold   |
| 5    | Leuven Bears        | 18 | 10 | 8  | 1391 | 1336 | +55  | 28  | Clasificados para Elite Gold   |
| 6    | Spirou              | 18 | 9  | 9  | 1396 | 1375 | +21  | 27  | Clasificados para Elite Silver |
| 7    | Limburg United      | 18 | 8  | 10 | 1414 | 1460 | −46  | 26  | Clasificados para Elite Silver |
| 8    | Okapi Aalst         | 18 | 5  | 13 | 1338 | 1425 | −87  | 23  | Clasificados para Elite Silver |
| 9    | Phoenix Brussels    | 18 | 2  | 16 | 1305 | 1537 | −232 | 20  | Clasificados para Elite Silver |
| 10   | Liège Basket        | 18 | 2  | 16 | 1339 | 1568 | −229 | 20  | Clasificados para Elite Silver |

### Resultados
| Local \ Visitante | AMS    | ARI    | BAL   | DON    | DHE   | FEY    | HDB    | LAN    | THR    | YOA    | ZZL   |
| ----------------- | ------ | ------ | ----- | ------ | ----- | ------ | ------ | ------ | ------ | ------ | ----- |
| Apollo Amsterdam  | —      | 72–77  | 73–68 | 0–20   | 87–76 | 71–81  | 57–103 | 71–63  | 47–46  | 79–69  | 58–88 |
| Aris Leeuwarden   | 95–75  | —      | 83–74 | 81–80  | 86–78 | 76–81  | 83–90  | 73–94  | 91–75  | 87–69  | 70–94 |
| BAL               | 94–68  | 76–69  | —     | 0–20   | 64–61 | 49–74  | 77–87  | 73–101 | 66–61  | 87–81  | 59–85 |
| Donar             | 96–60  | 81–69  | 83–40 | —      | 93–52 | 84–75  | 62–68  | 67–69  | 85–58  | 84–85  | 63–92 |
| Den Helder Suns   | 80–75  | 77–103 | 98–97 | 78–88  | —     | 83–80  | 75–94  | 77–74  | 73–87  | 79–65  | 63–82 |
| Feyenoord         | 71–77  | 69–66  | 81–62 | 79–93  | 82–78 | —      | 82–72  | 76–80  | 103–69 | 79–69  | 50–83 |
| Heroes Den Bosch  | 90–63  | 93–78  | 97–56 | 100–87 | 90–61 | 113–70 | —      | 87–70  | 102–70 | 90–85  | 72–64 |
| Landstede Hammers | 83–68  | 82–75  | 83–73 | 63–75  | 99–98 | 74–61  | 49–65  | —      | 95–58  | 88–71  | 68–75 |
| The Hague Royals  | 70–103 | 62–73  | 64–81 | 52–91  | 79–89 | 78–88  | 54–97  | 45–101 | —      | 71–93  | 27–88 |
| Yoast United      | 103–79 | 94–83  | 93–92 | 81–87  | 84–57 | 86–84  | 71–84  | 72–96  | 87–83  | —      | 82–88 |
| ZZ Leiden         | 101–63 | 114–68 | 94–68 | 69–71  | 89–68 | 101–83 | 85–70  | 73–80  | 80–66  | 104–82 | —     |

| Local \ Visitante   | ANT    | BRU    | LEU   | LIE   | LIM   | MEC    | MON   | OKA    | OOS    | SPI    |
| ------------------- | ------ | ------ | ----- | ----- | ----- | ------ | ----- | ------ | ------ | ------ |
| Antwerp Giants      | —      | 80–74  | 68–88 | 87–66 | 94–82 | 85–90  | 73–62 | 103–95 | 85–88  | 90–81  |
| Phoenix Brussels    | 65–103 | —      | 70–75 | 90–98 | 77–82 | 76–112 | 85–88 | 78–72  | 51–105 | 71–85  |
| Leuven Bears        | 84–67  | 77–62  | —     | 78–62 | 73–59 | 75–69  | 96–91 | 103–73 | 77–90  | 87–92  |
| Liège Basket        | 75–100 | 71–86  | 94–97 | —     | 79–92 | 99–103 | 72–84 | 70–55  | 65–112 | 65–91  |
| Limburg United      | 72–81  | 72–69  | 72–71 | 86–83 | —     | 78–98  | 67–68 | 90–73  | 81–88  | 67–72  |
| Kangoeroes Mechelen | 79–75  | 79–74  | 74–65 | 82–72 | 89–86 | —      | 88–86 | 71–77  | 76–79  | 82–68  |
| Mons-Hainaut        | 83–71  | 103–69 | 71–68 | 67–61 | 86–90 | 82–81  | —     | 87–84  | 70–88  | 83–73  |
| Okapi Aalst         | 69–91  | 78–62  | 68–57 | 77–71 | 79–72 | 87–92  | 68–69 | —      | 74–79  | 55–68  |
| Oostende            | 111–91 | 80–78  | 79–56 | 98–64 | 99–82 | 89–76  | 79–53 | 88–84  | —      | 100–90 |
| Spirou              | 65–83  | 77–68  | 75–64 | 83–72 | 81–84 | 79–88  | 70–73 | 74–70  | 72–73  | —      |

## Fase internacional

### Elite Gold

#### Clasificación
| Pos. | Equipo              | PJ | G | P  | PF   | PC   | DP   | Pts | Clasificación                        |
| ---- | ------------------- | -- | - | -- | ---- | ---- | ---- | --- | ------------------------------------ |
| 1    | Oostende            | 10 | 8 | 2  | 2460 | 2050 | +410 | 36  | Accede a Semifinales nacionales      |
| 2    | Kangoeroes Mechelen | 10 | 8 | 2  | 2292 | 2096 | +196 | 34  | Accede a Semifinales nacionales      |
| 3    | ZZ Leiden           | 10 | 6 | 4  | 2489 | 2053 | +436 | 33  | Accede a Semifinales nacionales      |
| 4    | Leuven Bears        | 10 | 8 | 2  | 2175 | 2031 | +144 | 32  | Accede a Cuartos de final nacionales |
| 5    | Heroes Den Bosch    | 10 | 4 | 6  | 2423 | 2132 | +291 | 31  | Accede a Semifinales nacionales      |
| 6    | Antwerp Giants      | 10 | 6 | 4  | 2393 | 2204 | +189 | 31  | Accede a Cuartos de final nacionales |
| 7    | Donar               | 10 | 5 | 5  | 2206 | 2025 | +181 | 30  | Accede a Cuartos de final nacionales |
| 8    | Mons-Hainaut        | 10 | 5 | 5  | 2200 | 2170 | +30  | 30  | Accede a Cuartos de final nacionales |
| 9    | Landstede Hammers   | 10 | 0 | 10 | 2228 | 2230 | −2   | 25  | Accede a Cuartos de final nacionales |
| 10   | Feyenoord           | 10 | 0 | 10 | 2085 | 2258 | −173 | 24  | Accede a Cuartos de final nacionales |

 Fuente: BNXT League

#### Resultados
| Local \ Visitante   | ANT   | DON   | FEY    | HDB    | LAN    | LEU   | MEC   | MON   | OOS   | ZZL   |
| ------------------- | ----- | ----- | ------ | ------ | ------ | ----- | ----- | ----- | ----- | ----- |
| Antwerp Giants      | —     | 93–95 | 98–65  | 69–53  | 102–70 | —     | —     | —     | —     | 83–92 |
| Donar               | 81–75 | —     | —      | —      | —      | 68–72 | 71–66 | 81–75 | 70–87 | —     |
| Feyenoord           | 71–91 | —     | —      | —      | —      | 61–67 | 0–20  | 54–73 | 69–72 | —     |
| Heroes Den Bosch    | 95–81 | —     | —      | —      | —      | 76–74 | 75–76 | 83–80 | 75–66 | —     |
| Landstede Hammers   | 61–78 | —     | —      | —      | —      | 57–82 | 56–70 | 85–86 | 76–86 | —     |
| Leuven Bears        | —     | 88–83 | 78–72  | 84–65  | 87–61  | —     | —     | —     | —     | 86–57 |
| Kangoeroes Mechelen | —     | 86–61 | 104–74 | 84–66  | 92–84  | —     | —     | —     | —     | 98–93 |
| Mons-Hainaut        | —     | 74–83 | 76–67  | 88–85  | 102–95 | —     | —     | —     | —     | 74–80 |
| Oostende            | —     | 98–74 | 96–81  | 100–69 | 83–54  | —     | —     | —     | —     | 78–70 |
| ZZ Leiden           | 92–96 | —     | —      | —      | —      | 95–66 | 84–67 | 74–66 | 87–69 | —     |

### Elite Silver

#### Clasificación
| Pos. | Equipo           | PJ | G  | P  | PF   | PC   | DP   | Pts | Clasificación                        |
| ---- | ---------------- | -- | -- | -- | ---- | ---- | ---- | --- | ------------------------------------ |
| 1    | Spirou           | 10 | 10 | 0  | 2323 | 1994 | +329 | 34  | Accede a Cuartos de final nacionales |
| 2    | Limburg United   | 10 | 8  | 2  | 2331 | 2216 | +115 | 31  | Accede a Playoffs BNXT               |
| 3    | Okapi Aalst      | 10 | 9  | 1  | 2242 | 2060 | +182 | 31  | Accede a Cuartos de final nacionales |
| 4    | Aris Leeuwarden  | 10 | 5  | 5  | 2318 | 2399 | −81  | 28  | Accede a Playoffs BNXT               |
| 5    | BAL              | 10 | 5  | 5  | 1994 | 2220 | −226 | 27  | Accede a Playoffs BNXT               |
| 6    | Phoenix Brussels | 10 | 7  | 3  | 2112 | 2264 | −152 | 27  | Accede a Playoffs BNXT               |
| 7    | Liège Basket     | 10 | 6  | 4  | 2160 | 2356 | −196 | 26  | Accede a Playoffs BNXT               |
| 8    | Yoast United     | 10 | 1  | 9  | 2253 | 2458 | −205 | 24  | Accede a Playoffs BNXT               |
| 9    | Apollo Amsterdam | 10 | 2  | 8  | 1991 | 2351 | −360 | 24  | Accede a Playoffs BNXT               |
| 10   | Den Helder Suns  | 10 | 2  | 8  | 2177 | 2538 | −361 | 24  | Accede a Playoffs BNXT               |
| 11   | The Hague Royals | 10 | 0  | 10 | 1846 | 2568 | −722 | 20  |                                      |

 Fuente: BNXT League

#### Resultados
| Local \ Visitante | AMS    | ARI   | BAL   | BRU   | DHE   | LIE   | LIM   | OKA   | SPI    | THR   | YOA   |
| ----------------- | ------ | ----- | ----- | ----- | ----- | ----- | ----- | ----- | ------ | ----- | ----- |
| Apollo Amsterdam  | —      | —     | —     | 66–81 | —     | 87–78 |       |       |        | 88–80 | —     |
| Aris Leeuwarden   | 79–62  | —     | —     | 75–85 | —     |       |       | 82–75 |        | —     | —     |
| BAL               | —      | —     | —     |       | —     |       | 83–78 | 58–68 | 65–80  | —     | —     |
| Phoenix Brussels  |        |       | 77–83 | —     | 99–87 | —     | —     | —     | —      | 85–71 | 89–81 |
| Den Helder Suns   | —      | —     | —     |       | —     | 90–79 | 70–85 |       | 73–113 | —     | 80–85 |
| Liège Basket      | 76–62  | 89–80 | 82–84 | —     | 85–72 | —     | —     | —     | —      | 87–67 |       |
| Limburg United    | 91–75  | 91–94 | 91–65 | —     |       | —     | —     | —     | —      |       | 75–74 |
| Okapi Aalst       | 118–65 | 87–75 |       | —     |       | —     | —     | —     | —      | 98–40 | 97–69 |
| Spirou            | 71–61  | 92–50 |       | —     | 98–50 | —     | —     | —     | —      |       | 81–66 |
| The Hague Royals  | —      | —     | —     |       | 82–94 |       | 69–93 |       | 60–111 | —     | —     |
| Yoast United      | —      | —     | 59–85 | 58–63 | —     | 75–88 |       |       |        | —     | —     |

## Playoffs nacionales
Países Bajos
|  | Cuartos de final 3–7 Mayo | Cuartos de final 3–7 Mayo | Cuartos de final 3–7 Mayo |                   |   | Semifinales 10–14 Mayo | Semifinales 10–14 Mayo | Semifinales 10–14 Mayo |  |   | Finales 21-29 Mayo | Finales 21-29 Mayo | Finales 21-29 Mayo |  |
|  |                           |                           |                           |                   |   |                        |                        |                        |  |   |                    |                    |                    |  |
|  |                           |                           |                           |                   |   |                        |                        |                        |  |   |                    |                    |                    |  |
|  | 4                         | Landstede Hammers         | 2                         |                   |   |                        |                        |                        |  |   |                    |                    |                    |  |
|  | 4                         | Landstede Hammers         | 2                         |                   |   |                        |                        |                        |  |   |                    |                    |                    |  |
|  | 5                         | Feyenoord                 | 0                         |                   |   |                        |                        |                        |  |   |                    |                    |                    |  |
|  | 5                         | Feyenoord                 | 0                         |                   | 1 | ZZ Leiden              | 3                      |                        |  |   |                    |                    |                    |  |
|  |                           |                           |                           |                   | 1 | ZZ Leiden              | 3                      |                        |  |   |                    |                    |                    |  |
|  |                           |                           | 4                         | Landstede Hammers | 0 |                        |                        |                        |  |   |                    |                    |                    |  |
|  | 3                         | Donar                     | 4                         | Landstede Hammers | 0 | 2                      |                        |                        |  |   |                    |                    |                    |  |
|  | 3                         | Donar                     |                           |                   |   |                        |                        |                        |  |   |                    |                    |                    |  |
|  | 6                         | Aris Leeuwarden           | 1                         |                   |   |                        |                        |                        |  |   |                    |                    |                    |  |
|  | 6                         | Aris Leeuwarden           | 1                         |                   |   |                        |                        |                        |  | 1 | ZZ Leiden          | 2                  |                    |  |
|  |                           |                           |                           |                   |   |                        |                        |                        |  | 1 | ZZ Leiden          | 2                  |                    |  |
|  |                           |                           | 2                         | Heroes Den Bosch  | 3 |                        |                        |                        |  |   |                    |                    |                    |  |
|  |                           |                           | 2                         | Heroes Den Bosch  | 3 |                        |                        |                        |  |   |                    |                    |                    |  |
|  |                           |                           |                           |                   |   |                        |                        |                        |  |   |                    |                    |                    |  |
|  |                           |                           |                           |                   |   |                        |                        |                        |  |   |                    |                    |                    |  |
|  |                           | 2                         | Heroes Den Bosch          | 3                 |   |                        |                        |                        |  |   |                    |                    |                    |  |
|  |                           |                           |                           | 3                 |   |                        |                        |                        |  |   |                    |                    |                    |  |
|  |                           |                           | 3                         | Donar             | 0 |                        |                        |                        |  |   |                    |                    |                    |  |
|  |                           |                           | 3                         | Donar             | 0 |                        |                        |                        |  |   |                    |                    |                    |  |
|  |                           |                           |                           |                   |   |                        |                        |                        |  |   |                    |                    |                    |  |
|  |                           |                           |                           |                   |   |                        |                        |                        |  |   |                    |                    |                    |  |
|  |                           |                           |                           |                   |   |                        |                        |                        |  |   |                    |                    |                    |  |
|  |                           |                           |                           |                   |   |                        |                        |                        |  |   |                    |                    |                    |  |

#### Cuartos de final
| Equipo 1          | Series | Equipo 2        | 1.er partido | 2.º partido | 3.er partido |
| ----------------- | ------ | --------------- | ------------ | ----------- | ------------ |
| Donar             | 2–1    | Aris Leeuwarden | 69–72        | 99–62       | 99–82        |
| Landstede Hammers | 2–0    | Feyenoord       | 88–79        | 81–71       | –            |

#### Semifinales
| Equipo 1         | Series | Equipo 2          | 1.er partido | 2.º partido | 3.er partido | 4.º partido | 5.º partido |
| ---------------- | ------ | ----------------- | ------------ | ----------- | ------------ | ----------- | ----------- |
| ZZ Leiden        | 3–0    | Landstede Hammers | 91–79        | 89–79       | 71–69        | –           | –           |
| Heroes Den Bosch | 3–0    | Donar             | 77–65        | 73–67       | 81–72        | –           | –           |

#### Finales
| Equipo 1  | Series | Equipo 2         | 1.er partido | 2.º partido | 3.er partido | 4.º partido | 5.º partido |
| --------- | ------ | ---------------- | ------------ | ----------- | ------------ | ----------- | ----------- |
| ZZ Leiden | 0–0    | Heroes Den Bosch | 83–92        | 90–74       | 87–68        | 52–61       | 74–81       |

† Solo si es necesario.
Bélgica
|  | Cuartos de final | Cuartos de final | Cuartos de final    |                     |   | Semifinales | Semifinales | Semifinales |  |   | Finales  | Finales | Finales |  |
|  |                  |                  |                     |                     |   |             |             |             |  |   |          |         |         |  |
|  |                  |                  |                     |                     |   |             |             |             |  |   |          |         |         |  |
|  | 4                | Antwerp Giants   | 1                   |                     |   |             |             |             |  |   |          |         |         |  |
|  | 4                | Antwerp Giants   | 1                   |                     |   |             |             |             |  |   |          |         |         |  |
|  | 5                | Mons-Hainaut     | 2                   |                     |   |             |             |             |  |   |          |         |         |  |
|  | 5                | Mons-Hainaut     | 2                   |                     | 1 | Oostende    | 3           |             |  |   |          |         |         |  |
|  |                  |                  |                     |                     | 1 | Oostende    | 3           |             |  |   |          |         |         |  |
|  |                  |                  | 4                   | Mons-Hainaut        | 0 |             |             |             |  |   |          |         |         |  |
|  | 3                | Leuven Bears     | 4                   | Mons-Hainaut        | 0 | 2           |             |             |  |   |          |         |         |  |
|  | 3                | Leuven Bears     |                     |                     |   |             |             |             |  |   |          |         |         |  |
|  | 6                | Spirou           | 1                   |                     |   |             |             |             |  |   |          |         |         |  |
|  | 6                | Spirou           | 1                   |                     |   |             |             |             |  | 1 | Oostende | 3       |         |  |
|  |                  |                  |                     |                     |   |             |             |             |  | 1 | Oostende | 3       |         |  |
|  |                  |                  | 2                   | Kangoeroes Mechelen | 1 |             |             |             |  |   |          |         |         |  |
|  |                  |                  | 2                   | Kangoeroes Mechelen | 1 |             |             |             |  |   |          |         |         |  |
|  |                  |                  |                     |                     |   |             |             |             |  |   |          |         |         |  |
|  |                  |                  |                     |                     |   |             |             |             |  |   |          |         |         |  |
|  |                  | 2                | Kangoeroes Mechelen | 3                   |   |             |             |             |  |   |          |         |         |  |
|  |                  |                  |                     | 3                   |   |             |             |             |  |   |          |         |         |  |
|  |                  |                  | 3                   | Leuven Bears        | 2 |             |             |             |  |   |          |         |         |  |
|  |                  |                  | 3                   | Leuven Bears        | 2 |             |             |             |  |   |          |         |         |  |
|  |                  |                  |                     |                     |   |             |             |             |  |   |          |         |         |  |
|  |                  |                  |                     |                     |   |             |             |             |  |   |          |         |         |  |
|  |                  |                  |                     |                     |   |             |             |             |  |   |          |         |         |  |
|  |                  |                  |                     |                     |   |             |             |             |  |   |          |         |         |  |

#### Cuartos de final
| Equipo 1       | Series | Equipo 2     | 1.er partido | 2.º partido | 3.er partido |
| -------------- | ------ | ------------ | ------------ | ----------- | ------------ |
| Leuven Bears   | 2–1    | Spirou       | 80–63        | 66–73       | 90–77        |
| Antwerp Giants | 1–2    | Mons-Hainaut | 111–79       | 73–77       | 64–74        |

#### Semifinales
| Equipo 1            | Series | Equipo 2     | 1.er partido | 2.º partido | 3.er partido | 4.º partido | 5.º partido |
| ------------------- | ------ | ------------ | ------------ | ----------- | ------------ | ----------- | ----------- |
| Oostende            | 3–0    | Mons-Hainaut | 84–66        | 78–63       | 90–48        | –           | –           |
| Kangoeroes Mechelen | 2–2    | Leuven Bears | 63–72        | 86–40       | 78–75        | 86–95       | 18 Mayo     |

#### Finales
| Equipo 1 | Series | Equipo 2            | 1.er partido | 2.º partido | 3.er partido | 4.º partido | 5.º partido |
| -------- | ------ | ------------------- | ------------ | ----------- | ------------ | ----------- | ----------- |
| Oostende | 3–1    | Kangoeroes Mechelen | 103–60       | 74–84       | 86–69        | 83–91       | –           |

## Playoffs BNXT

### Primera ronda
| Equipo 1         | Agr.    | Equipo 2         | Ida   | Vuelta |
| ---------------- | ------- | ---------------- | ----- | ------ |
| Limburg United   | 201–163 | Den Helder Suns  | 93–79 | 108–84 |
| Phoenix Brussels | 147–145 | Liège Basket     | 72–65 | 75–80  |
| BAL              | 163–152 | Yoast United     | 82–82 | 81–70  |
| Okapi Aalst      | 179–128 | Apollo Amsterdam | 91–71 | 88–57  |

### Segunda ronda
| Equipo 1         | Agr.    | Equipo 2               | Ida   | Vuelta |
| ---------------- | ------- | ---------------------- | ----- | ------ |
| Limburg United   | 160–136 | Spirou                 | 84–75 | 76–61  |
| Phoenix Brussels | 155–180 | Telenet Giants Antwerp | 63–95 | 92–85  |
| BAL              | 138–158 | Feyenoord              | 69–68 | 69–90  |
| Okapi Aalst      | 161–128 | Aris Leeuwarden        | 78–61 | 83–67  |

### Tercera ronda
| Equipo 1               | Agr.    | Equipo 2          | Ida   | Vuelta |
| ---------------------- | ------- | ----------------- | ----- | ------ |
| Limburg United         | 158–188 | Donar             | 70–78 | 88–110 |
| Telenet Giants Antwerp | 183–118 | Landstede Hammers | 89–79 | 94–39  |
| Feyenoord              | 143–162 | Mons-Hainaut      | 72–74 | 71–88  |
| Okapi Aalst            | 137–147 | Leuven Bears      | 71–73 | 66–74  |

### Cuarta ronda
| Equipo 1               | Agr.    | Equipo 2     | Ida   | Vuelta |
| ---------------------- | ------- | ------------ | ----- | ------ |
| Telenet Giants Antwerp | 165–185 | Donar        | 63–97 | 102–88 |
| Leuven Bears           | 151–130 | Mons-Hainaut | 69–74 | 82–55  |

### Cuartos de final
| Equipo 1     | Agr.    | Equipo 2            | Ida   | Vuelta |
| ------------ | ------- | ------------------- | ----- | ------ |
| Donar        | 173–171 | Kangoeroes Mechelen | 84–86 | 89–85  |
| Leuven Bears | 141–149 | ZZ Leiden           | 82–68 | 59–81  |

### Semifinales
| Equipo 1  | Agr.    | Equipo 2         | Ida   | Vuelta  |
| --------- | ------- | ---------------- | ----- | ------- |
| ZZ Leiden | 172-160 | Oostende         | 84–82 | 88-78   |
| Donar     | 169-168 | Heroes Den Bosch | 68–68 | 101-100 |

### Finales
| Equipo 1 | Agr.    | Equipo 2  | Ida   | Vuelta |
| -------- | ------- | --------- | ----- | ------ |
| Donar    | 142-146 | ZZ Leiden | 72–75 | 70-71  |